# Tinoc

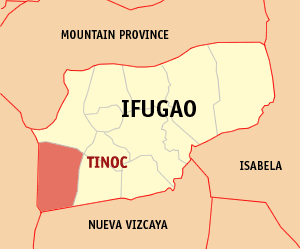
Bản đồ Ifugao với vị trí của Tinoc

Tinoc là một đô thị hạng 5 ở tỉnh Ifugao, Philippines. Theo điều tra dân số năm 2005, đô thị này có dân số 11000 người trong 2.000 hộ.

## Các đơn vị hành chính
Tinoc được chia ra 12 barangay.
- Ahin
- Ap-apid
- Binablayan
- Danggo
- Eheb
- Gumhang
- Impugong
- Luhong
- Tinoc
- Tukucan
- Tulludan
- Wangwang